# Asztalitenisz a 2006-os nemzetközösségi játékokon
A 2006-os nemzetközösségi játékokon az asztalitenisz versenyszámait március 16. és 26. között rendezték meg.

## Összesített éremtáblázat
| #        | Ország     | Arany | Ezüst | Bronz | Összesen |
| 1.       | Szingapúr  | 4     | 4     | 3     | 11       |
| 2.       | India      | 2     | 0     | 1     | 3        |
| 3.       | Nigéria    | 1     | 1     | 2     | 4        |
| 4.       | Anglia     | 1     | 1     | 1     | 3        |
|          |            |       |       |       |          |
| 5.       | Ausztrália | 0     | 2     | 1     | 3        |
| Összesen | Összesen   | 8     | 8     | 8     | 24       |

## Férfi
| versenyszám | arany                                      | ezüst                                     | bronz                             |
| Egyéni      | Kamal Sharath Achanta (India)              | William Henzell (Ausztrália)              | Segun Toriola (Nigéria)           |
| Páros       | Nigéria · Monday Merotohun · Segun Toriola | Anglia · Andrew Baggaley · Andrew Rushton | Szingapúr · Cai Xiao Li · Yang Zi |
| Csapat      | India                                      | Szingapúr                                 | Nigéria                           |

## Női
| versenyszám                    | arany                                 | ezüst                           | bronz                                  |
| Egyéni                         | Zhang Xueling (Szingapúr)             | Li Jiawei (Szingapúr)           | Xu Yan (Szingapúr)                     |
| Egyéni (fogyatékossággal élők) | Susan Gilroy (Anglia)                 | Faith Obiora (Nigéria)          | Catherine Mitton (Anglia)              |
| Páros                          | Szingapúr · Li Jiawei · Zhang Xueling | Szingapúr · Sharon Tan · Xu Yan | Ausztrália · Lay Jian Fang · Miao Miao |
| Csapat                         | Szingapúr                             | Ausztrália                      | India                                  |

## Vegyes
| versenyszám | arany                               | ezüst                               | bronz                                |
| Páros       | Szingapúr · Zhang Xueling · Yang Zi | Szingapúr · Li Jiawei · Cai Xiao Li | Szingapúr · Tan Paey Fern · Jason Ho |